# Román Rodríguez Rodríguez
Román Rodríguez Rodríguez (La Aldea de San Nicolás, Gran Canària, 1 de març de 1956) és un metge i polític canari. És Llicenciat en Medicina i Cirurgia per la Universitat de La Laguna i va treballar com a metge assistencial durant uns anys i com a professor universitari. Va ser fundador de la Unión Nacionalista de Izquierdas (UNI), i va participar durant els anys vuitanta del segle XX en distints moviments socials i antimilitaristes. El 1991 es va integrar en Iniciativa Canària Nacionalista (ICAN), organització que a partir de 1993 s'integrarà en Coalició Canària (CC). La seva ideologia va ser adoptant un caire més conservador.
Va ser Director General d'Assistència Sanitària de 1993 a 1995. El 1995 és triat director del Servei Canari de la Salut (amb rang de viceconseller). De 1999 a 2003 va ser President de Canàries. A les eleccions generals espanyoles de 2004 fou elegit diputat per Coalició Canària. A partir de 2004 van començar a fer-se més paleses les tensions internes de Coalició Canària, i Román Rodríguez va encapçalar un sector crític que es va deslligar d'aquesta coalició, formant un nou grup polític denominat Nova Canàries (no obstant això, al Congrés dels Diputats va seguir sent membre del grup parlamentari de Coalició Canària-Nova Canàries fins a juny de 2007, després de les eleccions municipals i autonòmiques, quan es va passar al Grup Mixt. A les eleccions del 2007, el seu partit, Nova Canàries, va obtenir més de 50.000 vots però no va aconseguir el 6% necessari per a entrar al Parlament de Canàries. No obstant això, va arribar majories en alguns ajuntaments com Telde i quatre consellers al Cabildo de Gran Canària, un d'ells el mateix Román Rodríguez, sent vicepresident de la institució insular.